# Tanaeang (Tabiteuea)
Tanaeang ist ein Ort auf der Hauptinsel Nuribenua des Tabiteuea-Atolls in den zum Inselstaat Kiribati gehörenden Gilbertinseln im Pazifischen Ozean mit einer Landfläche von 0,32 km². Er gehört zum Distrikt North Tabiteuea. 2020 hatte der Ort 565 Einwohner.

## Geographie
Tanaeang liegt im Norden von Nuribenua zwischen Buota im Süden und Tekaman im Norden. Im Ort gibt es ein traditionelles Versammlungshaus (Tanaeang Maneaba).

## Klima
Das Klima ist tropisch heiß, wird jedoch von ständig wehenden Winden gemäßigt. Ebenso wie die anderen Orte des Tabiteuea-Atolls wird Tanaeang gelegentlich von Zyklonen heimgesucht.